# Словарь трудных слов из богослужения
«Слова́рь тру́дных слов из богослуже́ния» — церковнославянско-русский словарь, составленный О. А. Седаковой. Основное содержание словаря образуют ложные друзья переводчика, или, в терминологии автора, церковнославяно-русские паронимы, т. е слова, которые пишутся и произносятся по-церковнославянски и по-русски тождественно или очень схоже, однако при этом в каждом из языков имеют не вполне совпадающие или полностью различные значения. 1-е издание словаря вышло в 2005 году, 4-е издание — в 2024.

## История создания словаря
В 1992 году по предложению академика Н. И. Толстого в журнале «Славяноведение» была создана рубрика «Материалы к учебнику церковнославянского языка». В рамках этой рубрики в течение нескольких лет размещались публикации О. А. Седаковой, А. Г. Кравецкого и А. А. Плетнёвой, посвящённые истории церковнославянского языка, его лексике, семантике и т. д. В частности, в «Славяноведении» увидел свет «Опыт словаря литургических символов» А. Г. Кравецкого, а также журнальный вариант «Церковнославяно-русских паронимов» О. А. Седаковой.
Позднее словарь паронимов был опубликован в виде книги, причём в сравнении с журнальным вариантом объём увеличился почти в два с половиной раза. 1-е издание вышло в Греко-латинском кабинете Ю. А. Шичалина в 2005 году, 2-е — там же в 2008 году.
После значительного перерыва последовало 3-е издание, подготовленное в издательстве «Практика». Для этого издания, увидевшего свет в 2021 году, был произведён новый набор текста, добавлены адреса текстовых иллюстраций, отсутствовавшие в предыдущих изданиях, и устранены другие недостатки.  В 2024 году в том же издательстве вышло 4-е издание словаря.

## Концепция словаря
Как пишет автор в предисловии к книге, «настоящий словарь относится к известному лексикографическому типу „ложные друзья переводчика“, иначе говоря, к словарям вероятных (а порой и неизбежных) недоразумений, смысловых иллюзий. Недоразумения такого рода возникают, когда при работе с другим (и особенно близкородственным) языком читатель исходит из тех значений слов или морфем, которые известны ему по родному языку». Таким образом, в словарь включены «слова, физически (своим звуковым и морфемным составом) совпадающие (или почти совпадающие) с русскими, но несущие другое значение». Всего в словаре содержится около 2 тысяч статей.
Важной особенностью словаря является иллюстративный материал: для каждой переводимой лексемы даются текстовые иллюстрации из реальных церковнославянских библейских или богослужебных текстов, снабжённые максимально подробной отсылкой к источнику, а также переводом. Впоследствии примерно по этому же пути пошли создатели Большого словаря церковнославянского языка Нового времени.

## Структура словаря
Помимо собственно словарных статей словарь включает себя: 1) предисловие, где автор подробно излагает вопросы взаимоотношения русского и церковнославянского языков, их лексики, сематники и др.; 2) раздел «О пользовании словарём», содержащий, среди прочего, необходимые для читателя пояснения относительно орфографии и грамматики церковнославянского языка; 3) список источников и библиграфию; 4) несколько списков сокращений, в том числе обеспечивающих детализированные ссылки на источники; 5) греческий индекс, то есть алфавитный указатель греческих лексем, содержащихся в оригиналах библейских и богослужебных текстов, и их церковнославянских соответствий.

## Участники работы над словарём
«Словарь трудных слов из богослужения» представляет собой достаточно сложное в научном и техническом аспектах издание. На разных этапах работы, по признанию автора, существенную помощь оказали М. С. Касьян, А. Г. Кравецкий, А. А. Плетнёва, А. И. Шмаина-Великанова и др. Кроме того, в сверке греческих и церковнославянских источников и/или составлении греческого индекса принимали участие Ф. Б. Людоговский, А. В. Марков, А. Ю. Никифорова и др. Вдохновителем этой и ряда других книг, посвящённых церковнославянскому языку, явился академик Н. И. Толстой.

## Издания словаря

### Журнальный вариант
- Седакова О. А. Церковнославяно-русские паронимы // Славяноведение (рубрика «Материалы к учебнику церковнославянского языка»):

- - 1992, № 5. — С. 95—111.
  - 1992, № 6. — С. 78—97.
  - 1993, № 1. — С. 98—112.
  - 1993, № 2. — С. 117—123.
  - 1993, № 4. — С. 99—105.
  - 1994, № 1. — С. 83—103.
  - 1994, № 3. — С. 108—122.
  - 1995, № 1. — С. 79—88.
  - 1995, № 2. — С. 84—91.

### 1-е издание
- Седакова О. А. Церковнославяно-русские паронимы. Материалы к словарю. — М.: Греко-латинский кабинет Ю. А. Шичалина, 2005. — 432 с. — 2000 экз. — ISBN 978-5-872-45-101-6. Печатается по благословению Высокопреосвященнейшего Филарета, митрополита Минского и Слуцкого, Патриаршего Экзарха всея Беларуси.
  - Страница на сайте О. А. Седаковой, посвящённая 1-му изданию словаря.

### 2-е издание
- Седакова О. А. Словарь трудных слов из богослужения. Церковнославянско-русские паронимы. — М.: Греко-латинский кабинет Ю. А. Шичалина, 2008. — 432 с. — 2000 экз. — ISBN 978-5-87245-133-4. Печатается по благословению Высокопреосвященнейшего Филарета, митрополита Минского и Слуцкого, Патриаршего Экзарха всея Беларуси.
  - Страница на сайте О. А. Седаковой, посвящённая 2-му изданию словаря.
  - Страница книги на сайте Греко-латинского кабинета (включает оглавление и авторское предисловие).
  - Онлайн-публикация на сайте Азбука веры.

### 3-е издание
- Седакова О. А. Словарь трудных слов из богослужения. Церковнославяно-русские паронимы. — М.: Практика, 2021. — 424 с. — 2000 экз. — ISBN 978-5-89816-182-8. Допущено к распространению Издательским советом Русской Православной Церкви.
  - Страница на сайте О. А. Седаковой, посвящённая 3-му изданию словаря.

### 4-е издание
- Седакова О. А. Словарь трудных слов из богослужения. Церковнославяно-русские паронимы. — М.: Практика, 2024. — 424 с. — 1000 экз. — ISBN 978-5-89816-201-6. Допущено к распространению Издательским советом Русской Православной Церкви.
  - Страница на сайте О. А. Седаковой, посвящённая 4-му изданию словаря.

## Рецензии
- Асмус М., диак. Седакова О. Церковнославяно-русские паронимы: Материалы к словарю. М., 2005. [Рец.] // Патриархия.ru (05.09.05).
- Кравецкий А. Г. Истинный друг переводчика (О. А. Седакова. Церковнославянско-русские паронимы. Материалы к словарю) // Отечественные записки. — № 1 (22). — М., 2005. — С. 284—286.